# Lista över städer i Bayern
Det här är en lista över städer i Bayern. I listan finns alla orter i det tyska förbundslandet Bayern som har stadsprivilegier.
| Stad                          | Distrikt 2006                       | Stordistrikt 1996 | Köping sedan        | Stad sedan           | Folk- mängd 2006 |
| ----------------------------- | ----------------------------------- | ----------------- | ------------------- | -------------------- | ---------------- |
| Abenberg                      | Roth                                | Mittelfranken     |                     | ~1350                | 5 538            |
| Abensberg                     | Kelheim                             | Niederbayern      | 1348                | 1401                 | 12 773           |
| Aichach                       | Aichach-Friedberg                   | Schwaben          | 1177                | 1347                 | 20 914           |
| Altdorf bei Nürnberg          | Nürnberger Land                     | Mittelfranken     | -                   | 1447                 | 15 261           |
| Altötting                     | Altötting                           | Oberbayern        | 1845                | 1898                 | 12 811           |
| Alzenau                       | Aschaffenburg                       | Unterfranken      | -                   | 1401-1600-talet 1951 | 19 049           |
| Amberg                        | -                                   | Oberpfalz         |                     | 1294                 | 44 657           |
| Amorbach                      | Miltenberg                          | Unterfranken      | -                   | 1253                 | 4 220            |
| Ansbach                       | -                                   | Mittelfranken     |                     | 1221                 | 40 723           |
| Arnstein                      | Main-Spessart                       | Unterfranken      | 1333-               | före 1292            | 8 405            |
| Arzberg                       | Wunsiedel                           | Oberfranken       | -                   | 1408-1687 1876       | 6 060            |
| Aschaffenburg                 | -                                   | Unterfranken      | -                   | 1249                 | 68 682           |
| Aub                           | Würzburg                            | Unterfranken      | 1325                | 1404                 | 1 670            |
| Auerbach in der Oberpfalz     | Amberg-Sulzbach                     | Oberpfalz         |                     | 1340                 | 9 168            |
| Augsburg                      | -                                   | Schwaben          | -                   | före 1276            | 262 140          |
| Bad Aibling                   | Rosenheim                           | Oberbayern        | 1321                | 1933                 | 17 860           |
| Bad Berneck im Fichtelgebirge | Bayreuth                            | Oberfranken       | -                   | 1357                 | 4 747            |
| Bad Brückenau                 | Bad Kissingen                       | Unterfranken      | -                   | 1310                 | 7 375            |
| Bad Griesbach im Rottal       | Passau                              | Niederbayern      | 1200-talet          | 1953                 | 8 480            |
| Bad Kissingen                 | Bad Kissingen                       | Unterfranken      | -                   | 1317                 | 21 441           |
| Bad Königshofen               | Rhön-Grabfeld                       | Unterfranken      | -                   | 1315                 | 7 008            |
| Bad Kötzting                  | Cham                                | Oberpfalz         | 1409                | 1953                 | 7 486            |
| Bad Neustadt an der Saale     | Rhön-Grabfeld                       | Unterfranken      | -                   | före 1232            | 15 757           |
| Bad Reichenhall               | Berchtesgadener Land                | Oberbayern        | -                   | 1100-talet           | 18 531           |
| Bad Rodach                    | Coburg                              | Oberfranken       | -                   | 1362                 | 6 510            |
| Bad Staffelstein              | Lichtenfels                         | Oberfranken       | 1130                | 1418                 | 10 684           |
| Bad Tölz                      | Bad Tölz-Wolfratshausen             | Oberbayern        | 1281                | 1906                 | 17 613           |
| Bad Windsheim                 | Neustadt an der Aisch-Bad Windsheim | Mittelfranken     | -                   | 1303                 | 12 032           |
| Bad Wörishofen                | Unterallgäu                         | Schwaben          | -                   | 1949                 | 13 917           |
| Baiersdorf                    | Erlangen-Höchstadt                  | Mittelfranken     | -                   | 1728                 | 7 039            |
| Bamberg                       | -                                   | Oberfranken       | -                   | 1306                 | 71 014           |
| Bärnau                        | Tirschenreuth                       | Oberpfalz         | -                   | 1405                 | 3 450            |
| Baunach                       | Bamberg                             | Oberfranken       | -                   | 1328                 | 3 955            |
| Bayreuth                      | -                                   | Oberfranken       | -                   | 1231                 | 73 794           |
| Beilngries                    | Eichstätt                           | Oberbayern        | 1443                | 1498                 | 8 728            |
| Berching                      | Neumarkt in der Oberpfalz           | Oberpfalz         | 1245                | 1320                 | 8 672            |
| Betzenstein                   | Bayreuth                            | Oberfranken       | 1359                | 1359                 | 2 571            |
| Bischofsheim                  | Rhön-Grabfeld                       | Unterfranken      | -                   | före 1489            | 5 899            |
| Bobingen                      | Augsburg                            | Schwaben          | 1953                | 1969                 | 16 787           |
| Bogen                         | Straubing-Bogen                     | Niederbayern      | 1341                | 1952                 | 10 105           |
| Buchloe                       | Ostallgäu                           | Schwaben          | 1405-1953           | 1283-1405 1954       | 12 017           |
| Burgau                        | Günzburg                            | Schwaben          | -                   | 1307                 | 9 535            |
| Burgbernheim                  | Neustadt an der Aisch-Bad Windsheim | Mittelfranken     | 1300-talet          | 1954                 | 3 037            |
| Burghausen                    | Altötting                           | Oberbayern        | -                   | 1235                 | 18 261           |
| Burgkunstadt                  | Lichtenfels                         | Oberfranken       | -                   | 1818                 | 7 010            |
| Burglengenfeld                | Schwandorf                          | Oberpfalz         | före 1542           | 1542                 | 12 012           |
| Cham                          | Cham                                | Oberpfalz         |                     | 1230                 | 17 341           |
| Coburg                        | -                                   | Oberfranken       | -                   | 1200-talet           | 42 015           |
| Creußen                       | Bayreuth                            | Oberfranken       | 1358                | 1361                 | 4 804            |
| Dachau                        | Dachau                              | Oberbayern        | 1391                | 1934                 | 39 922           |
| Deggendorf                    | Deggendorf                          | Niederbayern      | -                   | före 1316            | 31 260           |
| Dettelbach                    | Kitzingen                           | Unterfranken      | -                   | 1484                 | 6 811            |
| Dietfurt                      | Neumarkt in der Oberpfalz           | Oberpfalz         |                     | 1341                 | 6 148            |
| Dillingen an der Donau        | Dillingen an der Donau              | Schwaben          | -                   | 1264                 | 18 650           |
| Dingolfing                    | Dingolfing-Landau                   | Niederbayern      | -                   | 1274                 | 18 250           |
| Dinkelsbühl                   | Ansbach                             | Mittelfranken     | -                   | 1305                 | 11 750           |
| Donauwörth                    | Donau-Ries                          | Schwaben          | före 1000           | 1220                 | 18 296           |
| Dorfen                        | Erding                              | Oberbayern        | 1331                | 1954                 | 13 650           |
| Ebermannstadt                 | Forchheim                           | Oberfranken       | -                   | 1323                 | 6 820            |
| Ebern                         | Hassberge                           | Unterfranken      | -                   | 1335                 | 7 470            |
| Ebersberg                     | Ebersberg                           | Oberbayern        |                     | 1954                 | 11 065           |
| Eggenfelden                   | Rottal-Inn                          | Niederbayern      | 1328                | 1902                 | 12 799           |
| Eibelstadt                    | Würzburg                            | Unterfranken      | -                   | 1434                 | 2 890            |
| Eichstätt                     | Eichstätt                           | Oberbayern        | -                   | 1041                 | 12 964           |
| Ellingen                      | Weißenburg-Gunzenhausen             | Mittelfranken     | -                   | 1373                 | 3 759            |
| Eltmann                       | Hassberge                           | Unterfranken      | -                   | 1335                 | 5 518            |
| Erbendorf                     | Tirschenreuth                       | Oberpfalz         | 1200-talet          | 1416-1500-talet 1842 | 5 362            |
| Erding                        | Erding                              | Oberbayern        |                     | 1303-1375 1440       | 33 000           |
| Erlangen                      | -                                   | Mittelfranken     | -                   | 1398                 | 103 526          |
| Erlenbach                     | Miltenberg                          | Unterfranken      |                     | 1970                 | 10 179           |
| Eschenbach in der Oberpfalz   | Neustadt an der Waldnaab            | Oberpfalz         |                     | 1358                 | 4 018            |
| Feuchtwangen                  | Ansbach                             | Mittelfranken     | -                   | 1241                 | 12 210           |
| Fladungen                     | Rhön-Grabfeld                       | Unterfranken      | -                   | 1335                 | 2 355            |
| Forchheim                     | Forchheim                           | Mittelfranken     | -                   | före 1300            | 31 024           |
| Freilassing                   | Berchtesgadener Land                | Oberbayern        | -                   | 1954                 | 15 813           |
| Freising                      | Freising                            | Oberbayern        | -                   | 1328                 | 42 848           |
| Freystadt                     | Neumarkt in der Oberpfalz           | Oberpfalz         | -                   | 1298                 | 8 894            |
| Freyung                       | Freyung-Grafenau                    | Niederbayern      |                     | 1953                 | 7 235            |
| Friedberg                     | Aichach-Friedberg                   | Schwaben          | -                   | 1264                 | 29 399           |
| Fürstenfeldbruck              | Fürstenfeldbruck                    | Oberbayern        | 1306                | 1814                 | 33 588           |
| Fürth                         | -                                   | Mittelfranken     |                     | 1818                 | 113 427          |
| Furth im Wald                 | Cham                                | Oberpfalz         | -                   | 1332                 | 9 387            |
| Füssen                        | Ostallgäu                           | Schwaben          | -                   | 1222                 | 14 357           |
| Garching bei München          | München                             | Oberbayern        |                     | 1990                 | 15 336           |
| Gefrees                       | Bayreuth                            | Oberfranken       |                     | 1403                 | 4 793            |
| Geiselhöring                  | Straubing-Bogen                     | Niederbayern      | 1355                | 1952                 | 6 765            |
| Geisenfeld                    | Pfaffenhofen                        | Oberbayern        | 1310                | 1952                 | 9 681            |
| Gemünden am Main              | Main-Spessart                       | Unterfranken      | -                   | 1243                 | 11 444           |
| Geretsried                    | Bad Tölz-Wolfratshausen             | Oberbayern        |                     | 1970                 | 23 320           |
| Germering                     | Fürstenfeldbruck                    | Oberbayern        |                     | 1991                 | 36 684           |
| Gerolzhofen                   | Schweinfurt                         | Unterfranken      | -                   | 1327                 | 6 837            |
| Gersthofen                    | Augsburg                            | Schwaben          | 1950                | 1969                 | 21 013           |
| Goldkronach                   | Bayreuth                            | Oberfranken       | -                   | 1365                 | 3 722            |
| Grafenau                      | Freyung-Grafenau                    | Niederbayern      |                     | 1376                 | 8 985            |
| Gräfenberg                    | Forchheim                           | Oberfranken       |                     | 1303                 | 4 101            |
| Grafenwöhr                    | Neustadt an der Waldnaab            | Oberpfalz         | 1366                | 1427                 | 6 839            |
| Grafing                       | Ebersberg                           | Oberbayern        | före 1953           | 1953                 | 12 477           |
| Greding                       | Roth                                | Mittelfranken     | -                   | 1311                 | 7 070            |
| Gundelfingen an der Donau     | Dillingen an der Donau              | Schwaben          | -                   | 1271                 | 7 884            |
| Günzburg                      | Günzburg                            | Schwaben          | -                   | 1307                 | 19 868           |
| Gunzenhausen                  | Weißenburg-Gunzenhausen             | Mittelfranken     | -                   | 1271                 | 16 525           |
| Hallstadt                     | Bamberg                             | Oberfranken       | 1503                | 1954                 | 8 499            |
| Hammelburg                    | Bad Kissingen                       | Unterfranken      | -                   | 1303                 | 11 958           |
| Harburg                       | Donau-Ries                          | Schwaben          | 1407                | 1240-1407 1849       | 5 765            |
| Hassfurt                      | Hassberge                           | Unterfranken      | -                   | 1243                 | 13 397           |
| Hauzenberg                    | Passau                              | Niederbayern      | 1359                | 1978                 | 12 399           |
| Heideck                       | Roth                                | Mittelfranken     | -                   | 1200-talet           | 4 898            |
| Heilsbronn                    | Ansbach                             | Mittelfranken     |                     | 1932                 | 9 423            |
| Helmbrechts                   | Hof                                 | Oberfranken       |                     | 1422                 | 9 580            |
| Hemau                         | Regensburg                          | Oberpfalz         |                     | 1329                 | 8 518            |
| Herrieden                     | Ansbach                             | Mittelfranken     | -                   | 1289                 | 8 046            |
| Hersbruck                     | Nürnberger Land                     | Mittelfranken     |                     | ~1250 ?              | 12 384           |
| Herzogenaurach                | Erlangen-Höchstadt                  | Mittelfranken     | -                   | 1348                 | 23 224           |
| Hilpoltstein                  | Roth                                | Mittelfranken     |                     | före 1345            | 13 147           |
| Hirschau                      | Amberg-Sulzbach                     | Oberpfalz         | -                   | 1367                 | 6 376            |
| Höchstadt an der Aisch        | Erlangen-Höchstadt                  | Mittelfranken     | -                   | före 1349            | 14 064           |
| Höchstädt an der Donau        | Dillingen an der Donau              | Schwaben          | -                   | 1271                 | 6 752            |
| Hof                           | -                                   | Oberfranken       | -                   | 1319                 | 50 155           |
| Hofheim in Unterfranken       | Hassberge                           | Unterfranken      |                     | 1526                 | 5 234            |
| Hohenberg an der Eger         | Wunsiedel                           | Oberfranken       |                     | 1960                 | 1 534            |
| Hollfeld                      | Bayreuth                            | Oberfranken       | -                   | 1408                 | 5 232            |
| Ichenhausen                   | Günzburg                            | Schwaben          | 1406                | 1913                 | 8 513            |
| Illertissen                   | Neu-Ulm                             | Schwaben          | 1430                | 1954                 | 16 116           |
| Immenstadt im Allgäu          | Oberallgäu                          | Schwaben          | -                   | 1360                 | 14 346           |
| Ingolstadt                    | -                                   | Oberbayern        | -                   | före 1312            | 121 801          |
| Iphofen                       | Kitzingen                           | Unterfranken      | -                   | 1293                 | 4 442            |
| Karlstadt                     | Main-Spessart                       | Unterfranken      | -                   | 1202                 | 15 269           |
| Kaufbeuren                    | -                                   | Schwaben          | 1100-talet          | 1215                 | 42 581           |
| Kelheim                       | Kelheim                             | Niederbayern      | -                   | 1260                 | 15 667           |
| Kemnath                       | Tirschenreuth                       | Oberpfalz         |                     | 1368                 | 5 322            |
| Kempten (Allgäu)              | -                                   | Schwaben          | -                   | 1289                 | 68 974           |
| Kirchenlamitz                 | Wunsiedel                           | Oberfranken       | -                   | 1374                 | 3 908            |
| Kitzingen                     | Kitzingen                           | Unterfranken      | -                   | 1290                 | 22 241           |
| Klingenberg am Main           | Miltenberg                          | Unterfranken      | -                   | 1276                 | 6 326            |
| Kolbermoor                    | Rosenheim                           | Oberbayern        | 1936                | 1963                 | 18 724           |
| Königsberg in Bayern          | Hassberge                           | Unterfranken      | -                   | 1506                 | 3 750            |
| Königsbrunn                   | Augsburg                            | Schwaben          |                     | 1967                 | 28 820           |
| Kronach                       | Kronach                             | Oberfranken       | -                   | ~1300                | 18 331           |
| Krumbach                      | Günzburg                            | Schwaben          | ~1370               | 1895                 | 12 667           |
| Kulmbach                      | Kulmbach                            | Oberfranken       | -                   | 1398                 | 29 641           |
| Kupferberg                    | Kulmbach                            | Oberfranken       | -                   | 1326                 | 1 124            |
| Landau an der Isar            | Dingolfing-Landau                   | Niederbayern      | -                   | 1304                 | 12 952           |
| Landsberg am Lech             | Landsberg am Lech                   | Oberbayern        | -                   | 1279                 | 27 140           |
| Landshut                      | -                                   | Niederbayern      | -                   | 1279                 | 60 842           |
| Langenzenn                    | Fürth                               | Mittelfranken     | före 1362           | 1384                 | 10 700           |
| Lauf an der Pegnitz           | Nürnberger Land                     | Mittelfranken     | 1298                | 1355                 | 26 273           |
| Laufen                        | Berchtesgadener Land                | Oberbayern        | -                   | 1250                 | 6 678            |
| Lauingen                      | Dillingen an der Donau              | Schwaben          | -                   | ~1180                | 11 036           |
| Leipheim                      | Günzburg                            | Schwaben          | 1327                | 1330                 | 6 732            |
| Leutershausen                 | Ansbach                             | Mittelfranken     | -                   | 1318                 | 5 641            |
| Lichtenberg                   | Hof                                 | Oberfranken       | -                   | 1431                 | 1 169            |
| Lichtenfels, Bayern           | Lichtenfels                         | Oberfranken       |                     | 1230                 | 21 279           |
| Lindau (Bodensee)             | Lindau                              | Schwaben          | före 1100           | 1220                 | 24 343           |
| Lindenberg im Allgäu          | Lindau                              | Schwaben          | 1784                | 1914                 | 11 445           |
| Lohr am Main                  | Main-Spessart                       | Unterfranken      | -                   | 1333                 | 16 182           |
| Ludwigsstadt                  | Kronach                             | Oberfranken       |                     | 1325-1525 1953       | 3 831            |
| Mainbernheim                  | Kitzingen                           | Unterfranken      | -                   | 1366                 | 2 304            |
| Mainburg                      | Kelheim                             | Niederbayern      | 1269                | 1353-? 1954          | 13 869           |
| Marktbreit                    | Kitzingen                           | Unterfranken      | 1557                | 1819                 | 3 721            |
| Marktheidenfeld               | Main-Spessart                       | Unterfranken      | före 1883           | 1949                 | 11 807           |
| Marktleuthen                  | Wunsiedel                           | Oberfranken       | 1411                | 1954                 | 3 632            |
| Marktoberdorf                 | Ostallgäu                           | Schwaben          | 1453                | 1953                 | 18 500           |
| Marktredwitz                  | Wunsiedel                           | Oberfranken       |                     | 1907                 | 18 156           |
| Marktsteft                    | Kitzingen                           | Unterfranken      |                     | 1819                 | 1 743            |
| Maxhütte-Haidhof              | Schwandorf                          | Oberpfalz         |                     | 1956                 | 10 551           |
| Mellrichstadt                 | Rhön-Grabfeld                       | Unterfranken      | -                   | 1273                 | 6 265            |
| Memmingen                     | -                                   | Schwaben          | -                   | 1182                 | 41 316           |
| Merkendorf                    | Ansbach                             | Mittelfranken     | -                   | ~1477                | 2 991            |
| Miesbach                      | Miesbach                            | Oberbayern        | 1367                | 1918                 | 11 251           |
| Miltenberg                    | Miltenberg                          | Unterfranken      | -                   | 1308                 | 9 626            |
| Mindelheim                    | Unterallgäu                         | Schwaben          | -                   | 1277                 | 15 039           |
| Mitterteich                   | Tirschenreuth                       | Oberpfalz         | 1501                | 1932                 | 7 217            |
| Monheim                       | Donau-Ries                          | Schwaben          | -                   | 1334                 | 4 940            |
| Moosburg an der Isar          | Freising                            | Oberbayern        |                     | 1331                 | 17 263           |
| Mühldorf                      | Mühldorf am Inn                     | Oberbayern        |                     | före 1350            | 17 776           |
| Münchberg                     | Hof                                 | Oberfranken       | -                   | 1298                 | 12 007           |
| München                       | -                                   | Oberbayern        | -                   | 1158                 | 1 288 307        |
| Münnerstadt                   | Bad Kissingen                       | Unterfranken      | -                   | 1335                 | 8 030            |
| Nabburg                       | Schwandorf                          | Oberpfalz         | -                   | 1296                 | 6 070            |
| Naila                         | Hof                                 | Oberfranken       | 1454                | 1818                 | 8 454            |
| Neuburg an der Donau          | Neuburg-Schrobenhausen              | Oberbayern        | -                   | före 1332            | 28 162           |
| Neumarkt in der Oberpfalz     | Neumarkt in der Oberpfalz           | Oberpfalz         |                     | 1235                 | 41 201           |
| Neumarkt-Sankt Veit           | Mühldorf am Inn                     | Oberbayern        |                     | 1956                 | 6 249            |
| Neunburg vorm Wald            | Schwandorf                          | Oberpfalz         |                     | 1323                 | 8 672            |
| Neuötting                     | Altötting                           | Oberbayern        | -                   | 1233                 | 8 598            |
| Neusäß                        | Augsburg                            | Schwaben          |                     | 1988                 | 21 914           |
| Neustadt an der Aisch         | Neustadt an der Aisch-Bad Windsheim | Mittelfranken     | -                   | 1318                 | 12 434           |
| Neustadt an der Donau         | Kelheim                             | Niederbayern      | -                   | 1273                 | 12 753           |
| Neustadt an der Waldnaab      | Neustadt an der Waldnaab            | Oberpfalz         | -                   | 1339                 | 6 104            |
| Neustadt am Kulm              | Neustadt an der Waldnaab            | Oberpfalz         | -                   | 1370                 | 1 321            |
| Neustadt bei Coburg           | Coburg                              | Oberfranken       | -                   | 1362                 | 16 641           |
| Neutraubling                  | Regensburg                          | Oberpfalz         |                     | 1986                 | 12 950           |
| Neu-Ulm                       | Neu-Ulm                             | Schwaben          |                     | 1869                 | 51 110           |
| Nittenau                      | Schwandorf                          | Oberpfalz         |                     | 1953                 | 9 031            |
| Nördlingen                    | Donau-Ries                          | Schwaben          | 1100-talet          | före 1215            | 19 377           |
| Nürnberg                      | -                                   | Mittelfranken     |                     | före 1200            | 500 132          |
| Oberasbach                    | Fürth                               | Mittelfranken     |                     | 1994                 | 17 800           |
| Obernburg                     | Miltenberg                          | Unterfranken      | -                   | 1313                 | 8 832            |
| Oberviechtach                 | Schwandorf                          | Oberpfalz         | 1337                | 1952                 | 5 057            |
| Ochsenfurt                    | Würzburg                            | Unterfranken      | -                   | före 1200            | 11 560           |
| Oettingen in Bayern           | Donau-Ries                          | Schwaben          | -                   | 1362                 | 5 508            |
| Ornbau                        | Ansbach                             | Mittelfranken     | -                   | 1323                 | 1 716            |
| Osterhofen                    | Deggendorf                          | Niederbayern      | -                   | 1378                 | 12 084           |
| Ostheim                       | Rhön-Grabfeld                       | Unterfranken      | 1586                | 1596                 | 3 695            |
| Pappenheim                    | Weißenburg-Gunzenhausen             | Mittelfranken     | -                   | 1214                 | 4 396            |
| Parsberg                      | Neumarkt in der Oberpfalz           | Oberpfalz         | 1730                | 1952                 | 6 637            |
| Passau                        | -                                   | Niederbayern      | -                   | 1225                 | 50 415           |
| Pegnitz                       | Bayreuth                            | Oberfranken       |                     | 1357                 | 14 330           |
| Penzberg                      | Weilheim-Schongau                   | Oberbayern        |                     | 1919                 | 16 130           |
| Pfaffenhofen                  | Pfaffenhofen                        | Oberbayern        | 1364                | 1438                 | 23 494           |
| Pfarrkirchen                  | Rottal-Inn                          | Niederbayern      | 1317                | 1863                 | 11 841           |
| Pfreimd                       | Schwandorf                          | Oberpfalz         |                     | 1372-1410 1491       | 5 618            |
| Plattling                     | Deggendorf                          | Niederbayern      | före 1300           | 1888                 | 12 589           |
| Pleystein                     | Neustadt an der Waldnaab            | Oberpfalz         |                     | 1331                 | 2 696            |
| Pocking                       | Passau                              | Niederbayern      |                     | 1971                 | 14 518           |
| Pottenstein                   | Bayreuth                            | Oberfranken       | -                   | 1453                 | 5 463            |
| Pressath                      | Neustadt an der Waldnaab            | Oberpfalz         | 1398                | 1845                 | 4 669            |
| Prichsenstadt                 | Kitzingen                           | Unterfranken      | -                   | 1367                 | 3 226            |
| Rain                          | Donau-Ries                          | Schwaben          | -                   | före 1323            | 8 729            |
| Regen                         | Regen                               | Niederbayern      | 1254                | 1932                 | 12 553           |
| Regensburg                    | -                                   | Oberpfalz         | -                   | 788                  | 129 859          |
| Rehau                         | Hof                                 | Oberfranken       | 1327                | 1427                 | 10 510           |
| Riedenburg                    | Kelheim                             | Niederbayern      |                     | 1373                 | 5 744            |
| Rieneck                       | Main-Spessart                       | Unterfranken      | -                   | 1280                 | 2 111            |
| Rödental                      | Coburg                              | Oberfranken       |                     | 1988                 | 13 941           |
| Roding                        | Cham                                | Oberpfalz         |                     | 1952                 | 11 389           |
| Rosenheim                     | -                                   | Oberbayern        | 1328                | 1864                 | 60 137           |
| Roth                          | Roth                                | Mittelfranken     | -                   | ~1349                | 25 041           |
| Röthenbach an der Pegnitz     | Nürnberger Land                     | Mittelfranken     |                     | 1953                 | 12 137           |
| Rothenburg ob der Tauber      | Ansbach                             | Mittelfranken     | -                   | 1241                 | 11 314           |
| Rothenfels                    | Main-Spessart                       | Unterfranken      | -                   | före 1342            | 1 054            |
| Rottenburg an der Laaber      | Landshut                            | Niederbayern      | 1393                | 1971                 | 7 686            |
| Röttingen                     | Würzburg                            | Unterfranken      | -                   | 1275                 | 1 781            |
| Rötz                          | Cham                                | Oberpfalz         | före 1485           | före 1505            | 3 538            |
| Schauenstein                  | Hof                                 | Oberfranken       | -                   | 1387-1818 1848       | 2 143            |
| Scheinfeld                    | Neustadt an der Aisch-Bad Windsheim | Mittelfranken     | -                   | 1415                 | 4 751            |
| Scheßlitz                     | Bamberg                             | Oberfranken       | -                   | 1230                 | 7 167            |
| Schillingsfürst               | Ansbach                             | Mittelfranken     |                     | 1959                 | 2 840            |
| Schlüsselfeld                 | Bamberg                             | Oberfranken       | 1336                | 1396                 | 5 875            |
| Schnaittenbach                | Amberg-Sulzbach                     | Oberpfalz         | 1366                | 1954                 | 4 324            |
| Schongau                      | Weilheim-Schongau                   | Oberbayern        | -                   | 1253                 | 12 449           |
| Schönsee                      | Schwandorf                          | Oberpfalz         | 1354                | 1617                 | 2 739            |
| Schönwald                     | Wunsiedel                           | Oberfranken       | 1938                | 1954                 | 3 721            |
| Schrobenhausen                | Neuburg-Schrobenhausen              | Oberbayern        |                     | 1447                 | 16 210           |
| Schwabach                     | -                                   | Mittelfranken     | 1322                | 1371                 | 38 791           |
| Schwabmünchen                 | Augsburg                            | Schwaben          | 1562                | 1953                 | 13 195           |
| Schwandorf                    | Schwandorf                          | Oberpfalz         |                     | 1451                 | 28 143           |
| Schwarzenbach am Wald         | Hof                                 | Oberfranken       | 1493                | 1954                 | 5 181            |
| Schwarzenbach an der Saale    | Hof                                 | Oberfranken       | 1610                | 1844                 | 7 851            |
| Schweinfurt                   | -                                   | Unterfranken      | -                   | 1234                 | 54 012           |
| Selb                          | Wunsiedel                           | Oberfranken       | 1230                | 1426                 | 17 156           |
| Selbitz                       | Hof                                 | Oberfranken       | 1783                | 1954                 | 4 746            |
| Senden (Bayern)               | Neu-Ulm                             | Schwaben          | 1955                | 1995                 | 22 217           |
| Sesslach                      | Coburg                              | Oberfranken       | -                   | 1335                 | 4 078            |
| Simbach am Inn                | Rottal-Inn                          | Niederbayern      |                     | 1950                 | 10 005           |
| Sonthofen                     | Oberallgäu                          | Schwaben          | 1429                | 1963                 | 21 239           |
| Spalt                         | Roth                                | Mittelfranken     | 1294                | 1370                 | 5 110            |
| Stadtprozelten                | Miltenberg                          | Unterfranken      | -                   | 1355                 | 1 721            |
| Stadtsteinach                 | Kulmbach                            | Oberfranken       |                     | 1300-talet           | 3 445            |
| Starnberg                     | Starnberg                           | Oberbayern        |                     | 1912                 | 23 115           |
| Stein                         | Fürth                               | Mittelfranken     |                     | 1977                 | 13 917           |
| Straubing                     | -                                   | Niederbayern      |                     | 1307                 | 44 952           |
| Sulzbach-Rosenberg            | Amberg-Sulzbach                     | Oberpfalz         |                     | 1934                 | 20 702           |
| Tegernsee                     | Miesbach                            | Oberbayern        |                     | 1954                 | 3 970            |
| Teublitz                      | Schwandorf                          | Oberpfalz         | 1939                | 1953                 | 7 441            |
| Teuschnitz                    | Kronach                             | Oberfranken       |                     | 1435                 | 2 242            |
| Thannhausen                   | Günzburg                            | Schwaben          | 1348                | 1953                 | 6 168            |
| Tirschenreuth                 | Tirschenreuth                       | Oberpfalz         |                     | 1364                 | 9 381            |
| Tittmoning                    | Traunstein                          | Oberbayern        | -                   | 1275                 | 6 151            |
| Töging am Inn                 | Altötting                           | Oberbayern        |                     | 1972                 | 9 382            |
| Traunreut                     | Traunstein                          | Oberbayern        |                     | 1960                 | 21 245           |
| Traunstein                    | Traunstein                          | Oberbayern        | -                   | 1311                 | 18 351           |
| Treuchtlingen                 | Weißenburg-Gunzenhausen             | Mittelfranken     | 1365                | 1898                 | 13 213           |
| Trostberg                     | Traunstein                          | Oberbayern        | 1240                | 1913                 | 11 611           |
| Uffenheim                     | Neustadt an der Aisch-Bad Windsheim | Mittelfranken     | ~1128               | 1349                 | 6 404            |
| Unterschleißheim              | München                             | Oberbayern        |                     | 2000                 | 25 951           |
| Velburg                       | Neumarkt in der Oberpfalz           | Oberpfalz         | 1326                | 1410                 | 5 265            |
| Velden                        | Nürnberger Land                     | Mittelfranken     | 1275                | 1376                 | 1 851            |
| Viechtach                     | Regen                               | Niederbayern      | före 1360           | 1953                 | 8 565            |
| Vilsbiburg                    | Landshut                            | Niederbayern      | 1308-1322 1342-1928 | 1323-1341 1929       | 11 603           |
| Vilseck                       | Amberg-Sulzbach                     | Oberpfalz         | -                   | 1269                 | 6 560            |
| Vilshofen                     | Passau                              | Niederbayern      | -                   | före 1345            | 16 580           |
| Vohburg                       | Pfaffenhofen                        | Oberbayern        | -                   | 1310-1329 1952       | 7 101            |
| Vohenstrauß                   | Neustadt an der Waldnaab            | Oberpfalz         |                     | 1378- ? 1912         | 7 690            |
| Vöhringen                     | Neu-Ulm                             | Schwaben          |                     | 1977                 | 13 551           |
| Volkach                       | Kitzingen                           | Unterfranken      | -                   | 1258                 | 9 451            |
| Waischenfeld                  | Bayreuth                            | Oberfranken       |                     | 1376                 | 3 206            |
| Waldershof                    | Tirschenreuth                       | Oberpfalz         | 1463                | 1963                 | 4 632            |
| Waldkirchen                   | Freyung-Grafenau                    | Niederbayern      |                     | 1972                 | 10 603           |
| Waldkraiburg                  | Mühldorf am Inn                     | Oberbayern        |                     | 1960                 | 24 391           |
| Waldmünchen                   | Cham                                | Oberpfalz         |                     | ~1300                | 7 285            |
| Waldsassen                    | Tirschenreuth                       | Oberpfalz         | 1693                | 1896                 | 7 465            |
| Wallenfels                    | Kronach                             | Oberfranken       | 1507                | 1954                 | 3 125            |
| Wasserburg                    | Rosenheim                           | Oberbayern        |                     | 1334                 | 12 449           |
| Wassertrüdingen               | Ansbach                             | Mittelfranken     | -                   | 1317                 | 6 177            |
| Weiden                        | -                                   | Oberpfalz         | -                   | 1398                 | 43 073           |
| Weilheim in Oberbayern        | Weilheim-Schongau                   | Oberbayern        | -                   | 1323                 | 21 536           |
| Weismain                      | Lichtenfels                         | Oberfranken       | -                   | 1302                 | 4 281            |
| Weißenburg in Bayern          | Weißenburg-Gunzenhausen             | Mittelfranken     | -                   | 1240                 | 17 699           |
| Weißenhorn                    | Neu-Ulm                             | Schwaben          | -                   | 1474                 | 13 280           |
| Weißenstadt                   | Wunsiedel                           | Oberfranken       | -                   | 1348                 | 3 518            |
| Wemding                       | Donau-Ries                          | Schwaben          | före 1300           | 1318                 | 5 650            |
| Wertingen                     | Dillingen an der Donau              | Schwaben          | -                   | 1297                 | 8 856            |
| Windischeschenbach            | Neustadt an der Waldnaab            | Oberpfalz         | 1623                | 1952                 | 5 547            |
| Windsbach                     | Ansbach                             | Mittelfranken     | -                   | 1434                 | 6 182            |
| Wolframs-Eschenbach           | Ansbach                             | Mittelfranken     | -                   | 1332                 | 2 881            |
| Wolfratshausen                | Bad Tölz-Wolfratshausen             | Oberbayern        | 1312                | 1961                 | 17 368           |
| Wörth an der Donau            | Regensburg                          | Oberpfalz         | 1481                | 1954                 | 4 484            |
| Wörth am Main                 | Miltenberg                          | Unterfranken      | -                   | 1298                 | 4 940            |
| Wunsiedel                     | Wunsiedel                           | Oberfranken       | -                   | 1326                 | 10 207           |
| Würzburg                      | -                                   | Unterfranken      | -                   | 1025                 | 128 851          |
| Zeil am Main                  | Hassberge                           | Unterfranken      | -                   | 1383                 | 5 924            |
| Zirndorf                      | Fürth                               | Mittelfranken     | 1877                | 1912                 | 25 018           |
| Zwiesel                       | Regen                               | Niederbayern      | 1312                | 1904                 | 10 259           |

## Lista över tidigare städer i Bayern
| Stad                    | Distrikt (Kreis) 2006               | Landsdel 1996 | Stad sedan - till | Folk- mängd 2006 | Anmärkning                        |
| ----------------------- | ----------------------------------- | ------------- | ----------------- | ---------------- | --------------------------------- |
| Altomünster             | Dachau                              | Oberbayern    | 1391-1823         | 7 191            | blev köping                       |
| Au                      | -                                   | Oberbayern    | 1808-1854         |                  | blev del av München               |
| Aufkirchen              | Ansbach                             | Mittelfranken | 1290-             |                  | blev del av kommunen Gerolfingen  |
| Babenhausen (Schwaben)  | Unterallgäu                         | Schwaben      | 1315-             | 5 614            | blev köping                       |
| Bertoldshofen           | Ostallgäu                           | Schwaben      | 1366-             |                  | blev del av Marktoberdorf         |
| Dattenhausen            | Dillingen an der Donau              | Schwaben      | 1331-1370         |                  | blev del av kommunen Ziertheim    |
| Eschenau                | Erlangen-Höchstadt                  | Mittelfranken | 1376-1972         |                  | blev del av kommunen Eckental     |
| Göggingen               | -                                   | Schwaben      | 1969-1972         |                  | blev del av Augsburg              |
| Hals                    | -                                   | Niederbayern  | 1376-             |                  | blev del av Passau                |
| Haunstetten             | -                                   | Schwaben      | 1952-1972         |                  | blev del av Augsburg              |
| Heidingsfeld            | -                                   | Unterfranken  | 1367-1929         | 10 200           | blev del av Würzburg              |
| Homburg am Main         | Main-Spessart                       | Unterfranken  | 1332-             |                  | blev del av köpingen Triefenstein |
| Kasendorf               | Kulmbach                            | Oberfranken   | 1328-             | 2 594            | blev köping                       |
| Lechhausen              | -                                   | Schwaben      | 1900-1912         |                  | blev del av Augsburg              |
| Marktbergel             | Neustadt an der Aisch-Bad Windsheim | Mittelfranken | 1328-             | 1 654            | blev köping                       |
| Markt Erlbach           | Neustadt an der Aisch-Bad Windsheim | Mittelfranken | 1384-             | 5 739            | blev köping                       |
| Maxhütte                | Schwandorf                          | Oberpfalz     | 1953-1955         |                  | blev del av Maxhütte-Haidhof      |
| Milbertshoffen          | -                                   | Oberbayern    | 1910-1913         |                  | blev del av München               |
| Mönchberg               | Miltenberg                          | Unterfranken  | 1367-             | 2 540            | blev köping                       |
| Neubrunn (Unterfranken) | Würzburg                            | Unterfranken  | 1323-             | 2 339            | blev köping                       |
| Neuburg an der Kammel   | Günzburg                            | Schwaben      | 1347-1400-talet   | 3 114            | blev köping                       |
| Ottobeuren              | Unterallgäu                         | Schwaben      | 1100-talet-       | 8 048            | blev köping                       |
| Pasing                  | -                                   | Oberbayern    | 1905-1938         | 60 616           | blev del av München               |
| Rosstal                 | Fürth                               | Mittelfranken | 1328-             | 10 016           | blev köping                       |
| Schwabing               | -                                   | Oberbayern    | 1886-1890         |                  | blev del av München               |
| Stadtamhof              | -                                   | Oberpfalz     | 1496-1924         |                  | blev del av Regensburg            |
| Stadtlauringen          | Schweinfurt                         | Unterfranken  | 1484-             | 4 483            | blev köping                       |
| Stadtschwarzach         | Kitzingen                           | Unterfranken  | 1409-             | 3 574            | blev köpingen Schwarzach am Main  |
| Sulzbach                | Amberg-Sulzbach                     | Oberpfalz     | 1341-1933         |                  | blev del av Sulzbach-Rosenberg    |
| Thiersheim              | Wunsiedel                           | Oberfranken   | 1398-             | 2 092            | blev köping                       |
| Thüngen                 | Main-Spessart                       | Unterfranken  | 1465-1825         | 1 319            | blev köping                       |
| Wonsees                 | Kulmbach                            | Oberfranken   | 1355-             | 1 179            | blev köping                       |
| Zellingen               | Main-Spessart                       | Unterfranken  | 1312-             | 6 485            | blev köping                       |